# Ophiostoma bicolor
Ophiostoma bicolor är en svampart som beskrevs av R.W. Davidson & D.E. Wells 1955. Ophiostoma bicolor ingår i släktet Ophiostoma och familjen Ophiostomataceae.  Arten är reproducerande i Sverige. Inga underarter finns listade i Catalogue of Life.